# Paul Villé
Marie Jean-Baptiste Adolphe Paul Lacan dit Paul Villé, né le 18 octobre 1881 à Paris 10e et mort le 25 décembre 1977 à  Paris 16e, est un acteur français.

## Biographie
Fils d'un directeur de théâtre et d'une artiste lyrique, Paul Villé fut également, avec sa voix chevrotante, un doubleur important, notamment les personnages de vieillards des versions françaises et particulièrement Walter Brennan dans La Rivière rouge (1948) et Rio Bravo (1959) d'Howard Hawks.
Il fut marié à l'actrice Sylvie de 1906 à 1913.
Il est incinéré.

## Filmographie
- 1910 : La Bouteille de lait d’Albert Capellani - court métrage -
- 1911 : Falstaff d’Henri Desfontaines
- 1911 : Madame Sans Gêne de André Calmettes et Henri Desfontaines - Bonaparte
- 1932 : Chouchou poids plume de Robert Bibal
- 1932 : Son plus bel exploit d'André Chotin - court métrage - Monsieur Loyal
- 1933 : Le Simoun de Firmin Gémier
- 1934 : Le Père Lampion de Christian-Jaque - Le maire
- 1934 : Le Bonheur de Marcel L'Herbier
- 1935 : Golgotha de Julien Duvivier
- 1936 : L'École des journalistes de Christian-Jaque - Le témoin
- 1938 : Remontons les Champs-Élysées de Sacha Guitry et Robert Bibal - Guignol
- 1939 : Dédé la musique d’André Berthomieu
- 1939 : Les Otages de Raymond Bernard - Le chef de gare
- 1943 : Graine au vent de Maurice Gleize
- 1944 : La Grande Meute de Jean de Limur - Le curé
- 1946 : La Femme en rouge de Louis Cuny - Le peintre
- 1948 : La Maternelle d’Henri Diamant-Berger - Le commissaire
- 1948 : Une si jolie petite plage d’Yves Allégret - M. Curlier
- 1949 : L'Inconnue n°13 de Jean-Paul Paulin - M. Gerbier
- 1949 : Rendez-vous de juillet de Jacques Becker
- 1949 : Dernière Heure, édition spéciale de Maurice de Canonge  - Le père de Lisette
- 1949 : Le Roi Pandore d’André Berthomieu
- 1949 : La Valse de Paris de Marcel Achard
- 1950 : Véronique de Robert Vernay - L'aubergiste
- 1950 : Le Roi des camelots de André Berthomieu
- 1950 : Ombre et Lumière de Henri Calef - Le gérant du restaurant
- 1950 : Passion de Georges Lampin - L'oncle
- 1950 : Sans laisser d'adresse de Jean-Paul Le Chanois - Victor, le chauffeur qui n'est pas d'accord
- 1951 : Agence matrimoniale de Jean-Paul Le Chanois
- 1951 : Ma femme est formidable d’André Hunebelle - Le concierge
- 1951 : Rendez-vous à Grenade de Richard Pottier
- 1952 : Les Dents longues de Daniel Gélin - Bourdon
- 1952 : La Fugue de monsieur Perle de Roger Richebé
- 1952 : Lettre ouverte d’Alex Joffé - Le chauffeur
- 1952 : Monsieur Taxi d’André Hunebelle - Un chauffeur de taxi
- 1952 : Ouvert contre X de Richard Pottier - Le maître d'hôtel
- 1952 : Suivez cet homme de Georges Lampin - Marcel, le beau-frère de François
- 1953 : Le Chasseur de chez Maxim's d’Henri Diamant-Berger - Ernest
- 1953 : Mandat d'amener de Pierre Louis - Le concierge du palais
- 1953 : Si Versailles m'était conté… de Sacha Guitry - Machault
- 1954 : Le comte de Monte Cristo de Robert Vernay - film tourné en deux époques - Le gouverneur
- 1954 : La Belle Otero de Richard Pottier - Le domestique
- 1954 : Papa, Maman, la Bonne et moi de Jean-Paul Le Chanois - L'oncle
- 1956 : Le Cas du docteur Laurent de Jean-Paul Le Chanois
- 1957 : Donnez-moi ma chance ou Pièges à filles de Léonide Moguy - Un vieux comédien
- 1957 : Les Misérables de Jean-Paul Le Chanois - film tourné en deux époques - Basque
- 1958 : Messieurs les ronds de cuir d’Henri Diamant-Berger - Maréchal, le secrétaire du directeur
- 1958 : Sacrée Jeunesse d’André Berthomieu - Le médecin
- 1958 : Le Voyage en ballon d’Albert Lamorisse
- 1959 : Signé Arsène Lupin d’Yves Robert
- 1960 : La Française et l'Amour de Jean-Paul Le Chanois - Un juge, dans le sketch : La Femme seule
- 1961 : Par-dessus le mur de Jean-Paul Le Chanois - Le grand-père
- 1966 : L'Homme à la Buick de Gilles Grangier - Auguste Lalouette
- 1969 : L'Enfant sauvage de François Truffaut - Rémy
- 1970 : Céleste de Michel Gast
- 1970 : La Brigade des maléfices de Claude Guillemot
- 1971 : La Folie des grandeurs de Gérard Oury
- 1972 : Quelque part quelqu'un de Yannick Bellon - Albert
- 1973 : Juliette et Juliette de Rémo Forlani
- 1973 : Stavisky d’Alain Resnais - L'huissier
- 1973 : La Planète sauvage de René Laloux - dessin animé - uniquement la voix -

## Théâtre
- 1923 : Le Petit Choc opérette en 3 actes de P.-L. Flers, musique Joseph Szulc, Théâtre Daunou
- 1946 : Le Rendez-vous de Senlis de Jean Anouilh, mise en scène André Barsacq, Théâtre de l'Atelier
- 1952 : Ce soir à Samarcande de Jacques Deval, mise en scène Jean Darcante, Théâtre des Célestins
- 1952 : Madame Filoumé d'Eduardo De Filippo, mise en scène Jean Darcante, Théâtre de la Renaissance
- 1954 : Madame Filoumé d'Eduardo De Filippo, mise en scène Jean Darcante, Théâtre des Célestins
- 1960 : Si la foule nous voit ensemble... de Claude Bal, mise en scène Jean Mercure, Petit Théâtre de Paris
- 1960 : Mon père avait raison de Sacha Guitry, mise en scène André Roussin, Théâtre des Célestins
- 1961 : Le 10e Homme de Paddy Chayefsky, mise en scène Raymond Gérôme, Théâtre du Gymnase
- 1965 : À travers le mur du jardin de Peter Howard, mise en scène Marc Cassot, Théâtre des Arts

## Doublage
- 1943 : La Ruée sanglante : Despirit Dean (George 'Gabby' Hayes)
- 1945 : La Maison du docteur Edwardes : Dr. Alexander « Alex » Brulov (Michael Tchekhov)
- 1946 : La vie est belle : Clarence Odbody (Henry Travers)
- 1947 : Huit Heures de sursis : Tom (Arthur Hambling)
- 1951 : Alice au pays des merveilles : Le lapin Blanc (1e doublage) (Bill Thompson)
- 1951 : Le Voyage fantastique : Sir John (Ronald Squire)
- 1952 : La Peur du scalp : Kraemer (Porter Hall)
- 1952 : Viva Zapata ! : Señor Espejo (Florenz Ames)
- 1952 : Les Conquérants de Carson City : Zeke Mitchell (Don Beddoe)
- 1954 : Prince Vaillant : Roi Luc, père d'Aleta (Barry Jones)
- 1955 : L'Homme de la plaine : Charley O’Leary (Wallace Ford)
- 1955 : Des pas dans le brouillard : Grimes (Norman Macowan)
- 1958 : La Forêt interdite : Bigamy Bob (Emmett Kelly)
- 1959 : Rio Bravo : Stumpy, le gardien de la prison, un vieillard boiteux et bougon (Walter Brennan)
- 1960 : Pollyanna : Mr. Pendergast (Adolphe Menjou)
- 1960 : Un brin d'escroquerie : le concierge de l'immeuble où habite Easton (Frederick Piper) et l'employé naval au téléphone[Qui ?]
- 1961 : Les Comancheros : Judge Thaddeus Jackson Breen (Edgar Buchanan)
- 1962 : Les Enfants du capitaine Grant : Bill Gaye (Wilfrid Brambell)
- 1963 : La Souris sur la Lune : Pr Kokintz (David Kossoff)
- 1964 : Mary Poppins : voix additionnelles
- 1965 : Et pour quelques dollars de plus : le vieux Prophète (Joseph Egger)
- 1965 : Chère Brigitte : M. Kraft (Percy Helton)
- 1965 : Le Crâne maléfique : Dr Londe (George Coulouris)
- 1966 : Le Bon, la Brute et le Truand : l'armurier (Enzo Petito)
- 1966 : Texas Adios : l'autre employé de la banque[Qui ?]
- 1967 : Trois fantômes à la plage : le père de Felicity (Nestor Paiva)
- 1968 : Chitty Chitty Bang Bang : Coggins (Desmond Llewelyn)
- 1968 : Le Salaire de la haine : le vieux médecin (Franco Gula)
- 1968[5] : Le Jour le plus long du Japon : Hiroshi Shimomura (Takashi Shimura)
- 1971 : Un violon sur le toit : Rabbin (Zvee Scooler)
- 1971 : Le Décaméron : le vieux Gennari[Qui ?]
- 1974 : Attention, on va s'fâcher ! : Jeremias (Luis Barbero)
- 1975 : Les Dents de la mer : Harry Wiseman (Alfred Wilde) (1er doublage)
- 1976 : Cadavres exquis : Frère Capucin (Enrico Ragusa)